# Fraunhofer-Institut für Graphische Datenverarbeitung
Das Fraunhofer-Institut für Graphische Datenverarbeitung (IGD), kurz Fraunhofer IGD, ist eine 1987 gegründete Forschungseinrichtung der Fraunhofer-Gesellschaft. Der Hauptstandort befindet sich an der Technischen Universität Darmstadt. Mit seinen weiteren Standorten in Rostock, Kiel und Graz hat das Fraunhofer IGD insgesamt mehr als 180 Mitarbeiter.
Das Institut versteht sich als Einrichtung für angewandtes Visual Computing. Es entwickelt Prototypen und Komplettlösungen nach kundenspezifischen Anforderungen für solche Anwendungen wie Virtuelle Produktentwicklung und Multimediales Lernen.
Gründungsdirektor ist José Luís Encarnação, der 2006 die Leitung abgab und 2009 emeritiert wurde. Das Institut wird seit 2006 von Dieter W. Fellner geleitet. Das Fraunhofer IGD ist Mitglied im Fraunhofer-Verbund Informations- und Kommunikationstechnologie (IuK).
Das Fraunhofer IGD ist Partner des nationalen Forschungszentrum für angewandte Cybersicherheit (ATHENE).

## Projekte und Kooperationen
Das Fraunhofer IGD forscht gemeinsam mit seinen Partneruniversitäten TU Darmstadt, Universität Rostock und TU Graz an Schlüsseltechnologien und kooperiert mit Unternehmen der verschiedensten Industriesektoren.
Das Budget des Instituts erwirtschaftet sich hauptsächlich durch Projekte, welche durch die Industrie oder öffentliche Mittel finanziert werden. Oftmals arbeiten mehrere Instanzen gemeinsam an einem Projekt. Industrielle Projekte ohne öffentliche Unterstützungsleistungen dienen zur individuellen Bearbeitung eines spezifischen Problems des jeweiligen Unternehmens.
In diesem Zusammenhang bietet das Fraunhofer-Institut für Graphische Datenverarbeitung IGD verschiedene Kooperationsformen an. Im Einzelnen sind dies:
- Studien
- Beratung
- Entwicklung von Konzepten
- Software-Entwicklung
- Software-Anpassungen.

## Kernkompetenzen
Zum sehr breiten Forschungs- und Aufgabenspektrum des Instituts gehören:
3D-Interaktion und -Visualisierung, 3D-Druck und Material Appearance, 3D-Scan, Animation, Ambient Intelligence, Big Data, Cyber Security, Erweiterte Realität (augmented reality), Biometrie, Cloud Computing, Digitale Assistenz, Wasserzeichen, Geometrieverarbeitung, Graphische Informationssysteme, Graphische User Interfaces, Maritime Bildverarbeitung, Medical Imaging, Modellierung, Perceptual Computing, Radiosity & Raytracing, Sensorik, Smart Living, Ubiquitous Computing / Pervasive Computing, Virtuelle Realität.

## Abteilungen
Das Fraunhofer-Institut für Graphische Datenverarbeitung IGD mit seinem Hauptsitz in Darmstadt und eigenständigen Institutsteilen in Rostock und Graz gliedert sich in zwölf unterschiedliche Entwicklungsabteilungen, die Forschung in einer bestimmten Kernkompetenz betreiben.

### Institutsteil Darmstadt

#### Interaktive Engineering Technologien
Der Forschungsschwerpunkt der Abteilung gilt dem interaktiven Verhalten der hier entwickelten technischen Lösungen auf dem Gebiet der Engineering-Prozesse. Die Abteilung ist spezialisiert auf Modeling Reality und GPU-centered Computing. Eine Zusammenarbeit besteht insbesondere mit dem Automobilbau, dem Flugzeug- und Maschinenbau, der IT-Industrie und dem Verlagswesen.

#### Informationsvisualisierung und Visual Analytics
Das Forschungsziel der Abteilung ist es, neue Visualisierungstechniken zu entwickeln, die komplizierte Sachverhalte einfach verständlich machen. Das interdisziplinäre Team entwickelt Lösungen für die interaktive Visualisierung großer Datenmengen („Visual Analytics“), die Informationsvisualisierung, sowie Echtzeitlösungen für die Simulation, Visualisierung und das Rendering von Daten.

#### Virtuelle und Erweiterte Realität
Eine der größten Abteilungen des IGD erforscht Virtuelle Realität (VR) und Augmented Reality (AR). Im Bereich VR stehen technische Einrichtungen wie HEyeWall und Cave zur Verfügung. Damit werden neuartige Display-Systeme und Interaktionsmöglichkeiten untersucht und bis zur Industriereife entwickelt. Viele dieser Entwicklungen basieren auf dem – auch im IGD entstandenen – Open Source Szenengraphen OpenSG. Die Erkenntnisse fließen in die Entwicklung und Weiterentwicklung des Technologiesystems instantReality.
Im Bereich AR werden Kamera- und Objekt-Tracking-Methoden in öffentlich geförderten Projekten wie ARVIKA und MATRIS entwickelt und evaluiert, um deren Einsatzmöglichkeiten zu untersuchen. Es entstanden solche Anwendungen wie das AR-Fernglas (eine Kombination aus AR und VR Technologien), das an der Grube Messel installiert wurde. Zu den Ausgründungen zählen die Unternehmen Cybernarium und VRCom.

#### Geoinformationsmanagement
Im Fokus der Forschung stehen innovative Technologien, die eine erfolgreiche Kommunikation und effiziente Kooperation mithilfe digitaler Geoinformationen ermöglichen. Hierbei unterstützen 3D-Geoinformationssysteme sowohl Integration, Verwaltung als auch Visualisierung.
Im Bereich »Geo- und Metadatenserver« unterstützen konzeptionelle Arbeiten und technische Entwicklungen den Aufbau und die Nutzung von Geodateninfrastrukturen. Beispielhafte Entwicklungen sind das Standortplanungssystem KogiPlan oder das Metadaten-Informationssystem InGeo-InformationCenter.
Im Bereich »3D GIS« basieren die Lösungen zumeist auf der eigens entwickelten Plattform CityServer3D. Der CityServer3D kann als Datenhaltung für 3D Stadt- und Landschaftsmodelle genutzt werden. Nutzbar ist die Software Suite für Stadtplanung, Lärmkartierung, Bebauungsplanung oder Standortmanagement und Stadtmarketing. Anwendungsbeispiele sind der Wandertourengenerator 3D Routenplaner und die automatisierte Erkennung von Landmarken für die Navigation.
Im Themenfeld »Mobile Nutzung von Geoinformation« und Location based services steht die Bereitstellung von Informationen für den mobilen Menschen im Mittelpunkt. Ausgabemedium ist zumeist das handelsübliche Mobiltelefon, über das der Anwender auf Informationen oder Dienste zugreift. Anwendungsbeispiele sind der Mobile 3D-Viewer oder die Location based Gaming Plattform MobileChase.

#### Visual Healthcare Technologies
Die wichtigsten Geschäftsbereiche sind die Medizinische Bildverarbeitung, die industrielle Bildverarbeitung sowie die Analyse und Verarbeitung von digitalen Medien. Hierbei steht die Gewinnung und Verarbeitung von Information aus Bildern in verschiedenen Anwendungskontexten im Vordergrund. Es wird daran gearbeitet, Computer-Vision-Technologien in die Anwendungen der digitalen Medien zu transferieren.

#### Smart Living and Biometric Technologies
Die ehemaligen Abteilungen „Interactive Multimedia Appliances“ und „Identifikation und Biometrie“ wurden zu dieser neuen Abteilung des Fraunhofer IGD fusioniert.
Hier werden eine Vielzahl von Technologien und Methoden genutzt, um eine Umgebung zu kreieren, die ihre Bewohner bei der Bewältigung alltäglicher Aufgaben unterstützt. Dabei ermöglichen Technologien aus der Biometrie, dass der Mensch durch die Maschine erkannt wird und das System so auf die Wünsche und Notwendigkeiten der Bewohner angemessen reagieren kann.

#### Visual Computing System Technologies
Die Abteilung VCST wurde gegründet, um die Basistechnologien des Fraunhofer IGD für andere Forschungsgruppen und die Industrie verfügbarer zu machen. Unter Visual Computing (VC) versteht man dabei bild- und modellbasierte Informatik. Hierzu zählen Virtuelle und Erweiterte Realität, graphische Datenverarbeitung und Computer Vision.
Zur technologischen Basis der VCST gehört die Visualisierungssoftware instantReality, welche Funktionalitäten von Virtueller und Erweiterter Realität (VR/AR) zu einem komplexen Mixed-Reality-System verknüpft. Dessen Semantik orientiert sich dabei an Standards in der 3D-Computergraphik wie etwa X3D. Das System bietet eine Vielzahl von Lösungen für die unterschiedlichsten Branchen vom Maschinenbau über Medizin bis hin zum Kulturerbe. Im industriellen Sektor können hiermit z. B. Simulationen für die Produktentwicklung und -präsentation deutlich effizienter und kostengünstiger umgesetzt werden. Dabei zeichnet sich das System vor allem durch die Unterstützung einer Vielzahl multimodaler Ein- und Ausgabeschnittstellen inkl. von PC-Clustern aus.
Weiterhin fokussiert sich die Forschung der VCST auf das Themengebiet 3D-Internet. Hierzu wurde zusammen mit dem Web3D-Konsortium bereits 2009 der Grundstein in Form der Open-Source-Plattform X3DOM gelegt, die seither kontinuierlich weiterentwickelt wurde. Während der vergangenen 15 Jahre gab es mehrere Initiativen, 3D als Technologie in den Webbrowser zu integrieren. Diese Ansätze wurden jedoch fast ausschließlich mit systemspezifischen Plug-ins umgesetzt, waren nur ungenügend in Webtechnologien integriert und sind bis heute nicht wesentlich verbreitet. X3DOM als neue Initiative zur direkten Integration von 3D-Inhalten in den HTML5-Standard schafft nun erstmals die Voraussetzung dafür, deklarative 3D-Inhalte im Internet ohne spezielle APIs oder Plugins zu visualisieren und mit Standard-Webtechnologien wie CSS und DOM-Skripting zu manipulieren.

#### 3D-Druck-Technologie
Das Fraunhofer IGD forscht zum 3D-Druck. Die akkurate Wiedergabe vorgegebener optischer Materialeigenschaften ist ein für den Einsatz wichtiges Kriterium. Ziel ist die Reproduktion von Geometrie sowie Farbe, Textur, Glanz und Transluzenz eines Objekts. Mit ihrer vom Tintenfisch inspirierten Software „Cuttlefish“ ermöglichen die Forscher der Abteilung „3D-Druck-Technologie“ einen verbesserten 3D-Farbdruck.
Wahrnehmungsoptimale Reproduktionen haben auch im Mehrfarben- (CMYK+) sowie Reliefdruck eine zentrale Bedeutung. Hierfür entwickelt das Fraunhofer IGD neue Modelle und Algorithmen, mit denen beispielsweise winkelabhängige Farbeindrücke (goniochromatische Effekte) reproduziert werden können.

#### 3D-Scanning
Das Fraunhofer IGD hat langjährige Erfahrung in der detailgetreuen Digitalisierung von Objekten sowie von Kulturgüter wie Skulpturen, Münzen oder gebäudeähnliche Strukturen. 3D-Scanning umfasst verschiedene Verfahren und Technologien, aber im Allgemeinen ist es der Erfassungsprozess von Daten und die Umwandlung dieser Messwerte in ein 3D-Modell. 3D-Scanning findet seit Jahren Anwendung in der Industrie, dem Gesundheitswesen, der Architektur- und Baubranche, der Kultur- und Kreativwirtschaft sowie in der Wissenschaft. Die gewonnenen 3D-Daten dienen der Qualitätssicherung, Rekonstruktion oder Flächenrückführung. Auch können sie für die digitale Dokumentation, Präsentation und Erhaltung von Kulturgütern herangezogen werden. Am Institut befindet sich die Scanstraße CultLab3D, die Massendigitalisierung ermöglicht.

### Standort Rostock
Der Institutsteil Rostock wurde 1992 eröffnet. Zu seinen Arbeitsschwerpunkten gehören die Entwicklung von Softwarelösungen für maritime Wirtschaft, Maschinen- und Anlagenbau sowie Informationstechnologie. Im Mittelpunkt der Forschung stehen virtuelle Trainingsumgebungen, Mixed Reality, Bildverarbeitung, kontextbezogene Arbeit mit interaktiven Dokumenten sowie der systematische Umgang mit Wissen und Computer Vision.
In Rostock wird in drei Abteilungen geforscht:
- »Visual Assistance Technologies« (VAT)
- »Maritime Graphics« (MAG)
- »Smart Ocean Technologies« (SOT)

### Standort Singapur
Gemeinsam mit der Nanyang Technological University (NTU) Singapur gründete das Fraunhofer IGD im Jahr 1998 das »Centre for Advanced Media Technology« (CAMTech). Das Forschungs- und Entwicklungszentrum befindet sich direkt auf dem Campus der NTU und konzentriert sich auf den Bereich Interaktive Digitale Medien (IDM). Am 31. Mai 2010 wurde CAMTech in ein gemeinsames Projektzentrum, das Fraunhofer Project Centre for IDM@NTU (Fraunhofer IDM@NTU), überführt. Zu den Entwicklungsschwerpunkten sollen Softwarelösungen für internetfähige Mobiltelefone gehören.
Seit dem Jahr 2017 ist Fraunhofer Singapore eine eigenständige Tochtergesellschaft der Fraunhofer-Gesellschaft. Anfang 2022 wurde der Standort geschlossen.

### Standort Graz
2007 eröffnete das Fraunhofer IGD ein Projektbüro an der TU Graz und überführte es am 1. April 2009 in die Fraunhofer Austria Research GmbH. Es ist somit in die Bemühungen der Fraunhofer-Gesellschaft integriert, den Markt in Südosteuropa zu bedienen. Der Institutsteil Graz des IGD gehört zu einem an der TU Graz etablierten Exzellenzcluster »Visual Computing«.
Im Geschäftsbereich »Visual Computing« geht es um Lösungen in der Graphischen Datenverarbeitung, für Computer Vision sowie in Virtueller und Erweiterter Realität. Die generative Modellierung soll in praktische Anwendungen überführt werden. Alternative Ansätze zur Beschreibung von 3D-Formen erlauben es, Möbel, Gebäude oder Maschinen zu modellieren und zu verändern.
Ein Produkt des Fraunhofer IGD Graz ist die Software BioSG. Mit ihrer Hilfe können hochkomplexe Moleküle dreidimensional gezeigt, gedreht und vergrößert werden. Die Software ist rechentechnisch anspruchslos und eignet sich insbesondere auch für Konferenzpräsentationen.